# L'eredità dello sciamano
L'eredità dello Sciamano (Matters of Choice) è il terzo volume della trilogia di Noah Gordon che racconta la storia dei medici della famiglia Cole. Narra le vicende di Roberta Jeanne D'Arc Cole, ambientate negli Stati Uniti d'America negli anni 1990.
In questo volume, l'autore ha dotato la protagonista del Dono dei Cole, la dote sensitiva manifestata nei precedenti romanzi.
Inizialmente ambientata a Boston, la vicenda si svolge prevalentemente a Woodfield,  nelle Berkshire Mountains.

## Trama
R.J. Cole, discendente di una famiglia con una lunga tradizione medica, sceglie inizialmente di intraprendere un percorso diverso, laureandosi in giurisprudenza e specializzandosi in cause mediche. La morte del fidanzato Charlie, avvenuta a seguito di un’infezione post-operatoria, e un successivo aborto spontaneo segnano profondamente la sua vita, inducendola a iscriversi alla facoltà di medicina. La decisione suscita l’orgoglio del padre, Robert J. Cole.
Durante il periodo di formazione presso il Lemuel Grace Hospital, R.J. presta servizio anche in una clinica per aborti, inizialmente in modo riservato. Sebbene inizialmente contraria all’interruzione volontaria di gravidanza, l’esperienza personale dell’aborto spontaneo la porta a rivedere le proprie convinzioni, decidendo di offrire assistenza medica soprattutto alle donne vittime di violenza.
La sua carriera prosegue nella medicina generale, senza particolare entusiasmo. Il matrimonio con Tom, ormai deteriorato, si conclude con un divorzio vissuto con distacco. Quando Tom propone la vendita della casa di Woodfield, R.J. si reca sul posto per incontrare l’agente immobiliare. Durante il soggiorno, interviene in un’emergenza medica causata da un colpo accidentale di fucile, e decide di restare accanto alla paziente per la notte. Colpita dall’atmosfera del luogo e dalla scoperta che il medico condotto del paese è deceduto ventidue anni prima, R.J. sceglie di raccogliere la sua eredità professionale e diventare il nuovo punto di riferimento sanitario della comunità.
Nel frattempo, R.J. intraprende una relazione sentimentale con David Markus, l’agente immobiliare incaricato della vendita della casa. Si avvicina anche alla figlia sedicenne di David, Sarah, con cui instaura un rapporto di fiducia. Dopo aver discusso in precedenza di contraccezione, Sarah confida a R.J. di aver saltato il ciclo mestruale. La gravidanza viene confermata, e la ragazza chiede di poter abortire senza informare il padre. R.J. la accompagna a Boston, dove l’intervento viene eseguito da un collega. Durante l’operazione, un movimento involontario di Sarah provoca la perforazione dell’utero. Tornata a casa per la convalescenza, uno sforzo fisico le causa una grave emorragia, che risulta fatale.
Dopo la sepoltura di Sarah a New York, David inizia a vagare senza meta, spingendosi fino allo Utah, cercando di lenire il dolore attraverso l’alcol. Dopo oltre un anno di assenza, si ripresenta improvvisamente a casa di R.J., che lo accoglie con sorpresa, commozione ed una punta di risentimento per la prolungata sparizione. Nonostante l’incertezza iniziale, i due decidono di vivere insieme.
Durante la convivenza a Woodfield, R.J. Cole si rende conto che la morte di Sarah rappresenta ancora una ferita aperta per David. Quest’ultimo rifiuta l’invito di R.J. a visitare la tomba della figlia, dichiarando di non volerci andare.
Nel frattempo, R.J. riceve due telefonate dalle sue compagne di università, Gwen e Samantha, contenenti notizie significative: Gwen esprime il desiderio di lasciare l’ospedale dell’Idaho dove lavora, mentre Samantha invita le amiche a visitare l’ospedale di Boston, con l’intento di convincerle a unirsi al suo team.
Durante l’attesa della partenza per Boston, David si assenta per due giorni, recandosi a New York alla ricerca di ispirazione per il libro che sta ultimando.
La visita all’ospedale di Samantha rafforza in R.J. la decisione di rimanere a Woodfield. Anche Gwen decide di trasferirsi nelle vicinanze, in vista del pensionamento del medico condotto di Springfield.
Alla fine dell’anno, R.J. parte per New York per frequentare un corso di aggiornamento necessario al mantenimento della sua abilitazione professionale nel Massachusetts. Anticipa la partenza di un giorno per poter visitare la tomba di Sarah, dove scopre che David è già passato e ha fatto sistemare il luogo.
Nonostante la profonda intimità vissuta, R.J. comprende che la relazione con David è giunta al termine. Durante il confronto, David conferma la fine del rapporto. L’ultimo incontro amoroso con David è seguito dalla sua partenza.
Un mese dopo, R.J. si reca a Miami per incontrare la nuova compagna del padre, trasferitosi lì da poco. Durante la cena, nota un cambiamento nel proprio gusto per il cibo e il colorito pallido del padre. Prendendogli le mani, intuisce un malessere imminente: l’uomo viene salvato in extremis. Poco dopo gli eventi occorsi al padre, R.J. avverte i sintomi di una gravidanza. Le analisi del sangue confermano la sua condizione.
R.J. si prepara così a vivere la gravidanza nella sua casa di Woodfield, felice del luogo in cui nascerà suo figlio.

## Personaggi primari
- Roberta Jeanne D'Arc "R.J." Cole: inizialmente avvocato, intraprende gli studi di medicina dopo la morte del suo primo fidanzato. Si traferisce a Woodfield dopo il divorzio.
- David Markus: ex broker di New York, trasferitosi a Woodfield dopo essere diventato vedovo
- Tomas Kendricks, primo marito di R.J. Con sospetta velocità dopo il divorzio si riaccasa.

## Personaggi secondari
- Sarah Markus: la figlia di David
- Robert Jameson Cole: padre di R.J.
- Samantha Potter: compagna di studi di R.J.
- Gwen Bennett: compagna di studi di R.J.
- Robert Jefferson: bisnonno di R.J., protagonista de Lo Sciamano
- Robert Judson Cole: trisnonno di R.J., protagonista de Lo Sciamano

## Edizioni in italiano
- 1995 RCS Libri Spa, Milano
- 1999 Superpocket R.L. Libri srl,Milano, su licenza RCS Libri SpA, ISBN 88-462-0079-9